# Matías Rojas (Fußballspieler, 1989)
Matías Humberto Rojas (* 9. Mai 1989 in Buenos Aires) ist ein ehemaliger argentinischer Fußballspieler, der auf der Position eines Mittelfeldspielers eingesetzt wurde.

## Karriere
Matías Rojas begann seine Karriere 2008 bei Ñublense in der chilenischen Primera División und wechselte 2010 nach nur wenigen Einsätzen zum Zweitligisten Naval. Zur Saison 2012 unterschrieb er bei Deportes Temuco. 2013 kehrte er in sein Heimatland Argentinien zurück, wo er erst auf Leihbasis und dann fest für Deportivo Armenio spielte. 2016 wechselte er in den Amateurfußball Argentiniens.